# Guerra de Cleómenes
La guerra de Cleómenes (229/228 a. C.-222 a. C.) fue un conflicto militar ocurrido entre Esparta y sus aliados de Elis contra la Liga Aquea y Macedonia. La guerra concluyó con la victoria macedonia y aquea.
En 235 a. C., Cleómenes III ascendió al trono de Esparta y comenzó un programa de reformas para recuperar la antigua disciplina espartana y deponer a los éforos. Cuando estos enviaron a Cleómenes a capturar una ciudad ubicada en la frontera con Megalópolis, los aqueos declararon la guerra en 229 a. C. Cleómenes respondió arrasando Acaya, derrotó en el monte Liceo a un ejército liderado por Arato de Sición que había sido enviado a atacar Elis y a un segundo ejército cerca de Megalópolis. En cuanto a su política interior, ordenó el asesinato de los éforos.
En rápida sucesión, Cleómenes despojó a las ciudades de Arcadia de sus guarniciones aqueas, para luego aplastar a otra fuerza enemiga en Dyme. Enfrentando la dominación de la Liga por parte de Esparta, Arato debió solicitar el socorro de Antígono III de Macedonia para vencer a los espartanos. A cambio de la ayuda proporcionada, los aqueos tuvieron que entregar el Acrocorinto a Antígono. Cleómenes invadió Acaya y tomó el control de Corinto y Argos; sin embargo, cuando Antígono llegó al Peloponeso, el rey espartano debió retirarse a Laconia. El ejército aqueo-macedonio se enfrentó al espartano en Selasia, donde los últimos fueron derrotados. Cleómenes huyó a la corte de su aliado Ptolomeo III de Egipto, lugar donde finalmente se suicidó tras el fracaso de una revuelta contra los lágidas.

## Preludio
Cleómenes III ascendió al trono de Esparta en 236 a. C. o 235 a. C., luego de deponer a su padre, Leónidas II, en una década donde las disputas entre las dos familias reales se hallaban en su punto más alto. Durante la confusión, Leónidas II hizo ejecutar al rey rival, el reformista Agis IV.
En 229 a. C., Cleómenes tomó las ciudades de Tegea, Mantinea, Cafias y Orcómeno en Arcadia, las cuales se habían aliado con la Liga Etolia. Los historiadores Polibio y Sir William Smith afirman que Cleómenes capturó las ciudades de forma traicionera; sin embargo, el traductor de Plutarco en Esparta, Richard Talbert, señala que Cleómenes las ocupó a petición de las mismas. Ese mismo año, los éforos enviaron a Cleómenes a capturar el Atenaión, ubicado cerca de Belbina y uno de los puntos de ingreso a Laconia, que en esa época se hallaba en disputa por parte de Esparta y Megalópolis. Mientras tanto, la Liga Aquea convocó a una reunión de sus miembros y declaró la guerra a Esparta, por lo que Cleómenes fortificó su posición como represalia. En respuesta, Arato de Sición, el strategos de la Liga Aquea, intentó capturar Tegea y Orcómeno mediante un ataque nocturno. La maniobra fracasó y Arato debió retirarse con la esperanza de que su intento se mantuviese en la ignorancia.
Cleómenes descubrió el plan y envió un mensaje a Arato donde le preguntaba los motivos de la expedición. Arato contestó que había acudido a evitar que Cleómenes fortificara Belbina, a lo que Cleómenes respondió diciendo: «si no le molesta, escriba indicándome por qué trajo todas esas antorchas y escaleras».

## Los primeros años y el éxito

Un mapa de la zona del Peloponeso (el sur de Grecia) muestra importantes ciudades y localidades de la guerra de Cleómenes. La Liga Aquea se muestra en rojo.

Luego de fortificar Belbina, Cleómenes avanzó sobre Arcadia con tres mil unidades de infantería y algunas de caballería. Sin embargo, los éforos lo llamaron de regreso, lo que permitió que Arato capturase Cafias tan pronto como Cleómenes regresó a Laconia. Cuando dicha noticia llegó a Esparta, los éforos volvieron a enviar al rey espartano, quien tomó la ciudad de Metidrio, en tierras de Megalópolis, y luego devastó el territorio alrededor de Argos.
Aproximadamente en el mismo momento, la Liga Aquea envió a un ejército bajo el mando de un nuevo strategos, Aristómaco de Argos (quien había sido elegido en el cargo en mayo de 228 a. C.), para que se enfrentara a Cleómenes. El ejército aqueo, compuesto por veinte mil unidades de infantería y mil de caballería, avanzó contra el ejército espartano de cinco mil hombres en Palantio. Arato, que acompañaba a Aristómaco, le aconsejó retirarse. William Smith coincide con Arato respecto a que veinte mil aqueos no eran rivales para cinco mil espartanos.
Mientras tanto, Ptolomeo III de Egipto, quien había sido aliado de la Liga Aquea durante sus guerras contra Macedonia, transfirió su apoyo financiero a Esparta. Esta decisión de Ptolomeo se basó en el cálculo de que una Esparta renaciente sería una aliada mucho más valiosa que la Liga Aquea para combatir a los macedonios.
En mayo de 227 a. C., Arato fue elegido una vez más como strategos y atacó Elis. Los habitantes de la ciudad solicitaron ayuda a Esparta; mientras los aqueos regresaban de Elis, Cleómenes los atacó y derrotó a todo su ejército cerca del monte Liceo. Aprovechando el rumor de que había muerto durante el combate, Arato atacó y capturó Mantinea.
A continuación, tras la muerte del hijo de Agis IV, el rey euripóntida Eudamidas III (envenenado por orden de Cleómenes según Pausanias) Cleómenes hizo volver de su exilio en Mesene a su tío Arquidamo V para que ascendiese al trono. Sin embargo, en cuanto Arquidamo regresó a la ciudad, fue asesinado. Puesto que las fuentes antiguas se contradicen, no queda claro el papel de Cleómenes en dicho suceso: mientras que Polibio afirma que Cleómenes ordenó la ejecución, Plutarco se muestra en desacuerdo.

## La batalla de Ladocea y las reformas

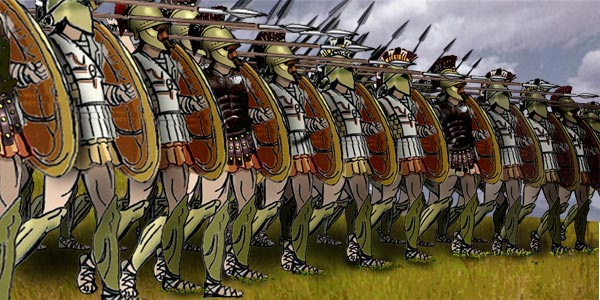
Falange griega tradicional con lanzas y escudos grandes (aspis).

Ese mismo año, Cleómenes sobornó exitosamente a los éforos para que le permitieran continuar su campaña contra los aqueos, con lo que avanzó dentro del territorio de Megalópolis y capturó el poblado de Leuctra. Como respuesta, un ejército aqueo llegó al lugar, socorrió a la ciudad y obtuvo una victoria menor sobre el grupo de espartanos que se encontraba más cerca de las murallas. Cleómenes se vio obligado a retirarse con sus tropas, bordeando una serie de barrancos. Arato ordenó a los aqueos que no persiguieran a los lacedemonios por aquel terreno, pero Lidiadas de Megalópolis desobedeció la orden y cargó contra ellos con la caballería. Con la ventaja del terreno de su lado, y gracias a que la caballería enemiga se hallaba dispersa, Cleómenes envió a sus soldados cretenses y tarentinos a enfrentar a Lidiadas. Estos derrotaron a la caballería y Lidiadas encontró la muerte. Los espartanos, envalentonados por lo sucedido, cargaron contra el cuerpo principal de las fuerzas aqueas y vencieron a la totalidad del ejército. Los aqueos, disgustados y desanimados debido a que Arato no había apoyado a Lidiadas, no efectuaron ningún otro ataque durante ese año.
Cleómenes, quien ahora estaba seguro de su posición, comenzó a conspirar contra los éforos. En primer lugar, reclutó a su padrastro diciéndole que necesitaban deshacerse de los éforos y, así, podrían poner sus bienes en manos del pueblo y convertir a Esparta en la ciudad suprema de Grecia. Habiendo ganado a su padrastro para su causa, Cleómenes empezó a preparar su revolución. Utilizó a hombres quienes consideraba que eran más probable se le opusiesen para capturar Herea y Asea. También llevó comida a los ciudadanos de Orcómeno (asediados por los aqueos) antes de acampar en las afueras de Mantinea. Esta campaña provocó el cansancio de sus oponentes, quienes solicitaron poder quedarse en Arcadia para descansar. Luego de esto, Cleómenes marchó hacia Esparta con sus mercenarios y envió a varios de sus seguidores más leales a matar a los éforos. De los cinco éforos, solo Agileo consiguió escapar y refugiarse en un templo.
Con los éforos fuera de su camino, Cleómenes dio inicio a sus reformas. Primero, entregó sus tierras al estado, ejemplo que fue seguido por su padrastro y sus amigos, y luego por el resto de los ciudadanos. A continuación, dividió todas las tierras y entregó parcelas iguales a cada habitante. También incrementó el número de ciudadanos al concederles dicho título a algunos periecos; después entrenó a cuatro mil hoplitas y reinstauró la antigua disciplina social y militar espartana. Cleómenes fortaleció enormemente su ejército al incorporar la sarissa (pica) macedonia. Para terminar con sus reformas, colocó a su hermano Euclidas al mando de Esparta, convirtiéndolo en el primer rey agíada en ocupar el trono euripóntida.

## El dominio del Peloponeso

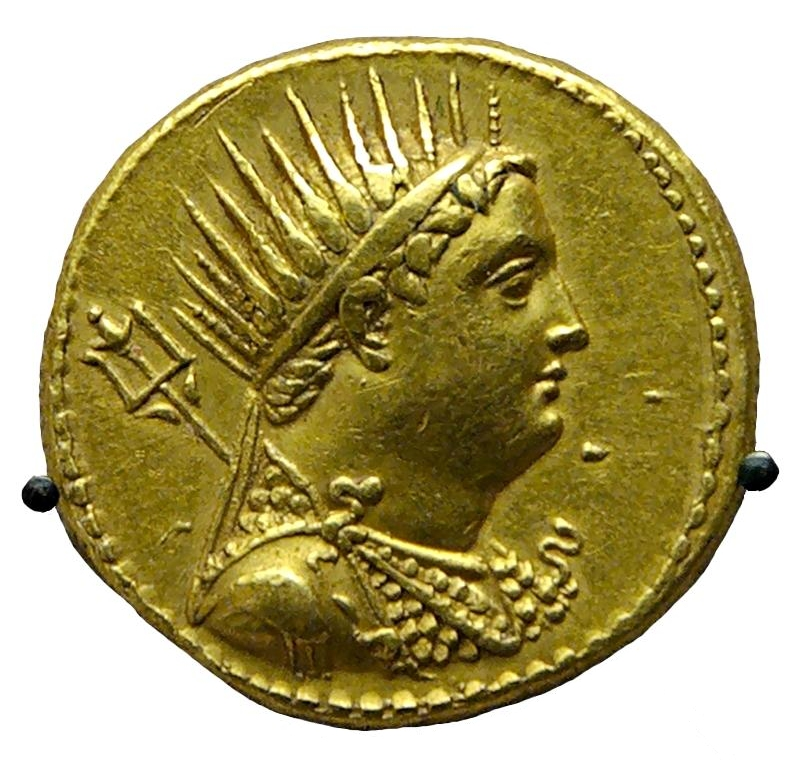
Moneda con la efigie de Ptolomeo III de Egipto.

Cuando Ptolomeo III de Egipto ofreció ayudar a Cleómenes a cambio de que este entregara a su madre e hijos como prisioneros, el rey espartano vaciló. Sin embargo, su madre supo del ofrecimiento de Ptolomeo y partió voluntariamente a Egipto.
En 226 a. C., los habitantes de Mantinea pidieron ayuda a Cleómenes para deshacerse de la guarnición aquea que se hallaba en la ciudad. Una noche, los espartanos ingresaron sigilosamente en Mantinea y expulsaron a los soldados aqueos antes de marchar hacia Tegea. Desde allí, los espartanos avanzaron dentro de Acaya, donde Cleómenes esperaba obligar a la Liga a enfrentarlo en una batalla campal. Cleómenes marchó con su ejército hacia Dyme y se topó con la totalidad del ejército aqueo. Durante el enfrentamiento, los espartanos vencieron a la falange aquea, matando a varios y capturando a otros. Luego de esta victoria, Cleómenes capturó la ciudad de Lasio y se la entregó al pueblo de Elis.
La Liga Aquea, desmoralizada por su derrota, aceptó la renuncia de Arato a su cargo de general y cuando tanto Atenas como la Liga Etolia rechazaron su petición de ayuda, decidieron solicitar la paz a Cleómenes. Al principio, Cleómenes solo planteó pequeñas exigencias a los delegados aqueos. Pero los aqueos siguieron enviando embajadores y Cleómenes demandó que le entregaran el liderazgo de la Liga; a cambio, él les devolvería a los prisioneros aqueos y las fortalezas que había capturado. Los aqueos invitaron a Cleómenes a Lerna, donde estaban celebrando una asamblea. Cleómenes, durante su viaje hacia allí, bebió demasiada agua y esto provocó que perdiera la voz y vomitara sangre, por lo que debió regresar a Esparta.
Arato aprovechó la situación y comenzó a conspirar junto con el rey Antígono III de Macedonia. Anteriormente, en 227 a. C., se habían enviado dos embajadores de Megalópolis a Macedonia solicitando ayuda; pero en ese entonces, Antígono no estuvo interesado en ofrecerla y los esfuerzos fracasaron. Arato quería que el rey macedonio fuera al Peloponeso y derrotara a Cleómenes a cambio de entregarle el control del Acrocorinto. No obstante, la Liga no deseaba realizar este sacrificio; el historiador alemán Barthold Georg Niebuhr critica la alianza de Arato con Macedonia señalando que «el viejo Arato sacrificó la libertad de su país en un acto de alta traición, entregando Corinto en lugar de lograr la libertad de Grecia mediante la unión de los pueblos de Peloponeso, lo que hubiese asegurado a Cleómenes la influencia y poder que merecía».
Cuando los aqueos llegaron a Argos para participar en una asamblea, Cleómenes viajó desde Tegea para reunirse con ellos. Sin embargo, Arato (que había llegado a un acuerdo con Antígono) exigió que Cleómenes entregara 300 prisioneros a los aqueos y que fuera a la ciudad sin compañía alguna o lo hiciera con todo su ejército. Cuando este mensaje llegó a oídos de Cleómenes, el espartano informó que se lo había injuriado y volvió a declarar la guerra contra los aqueos.
Debido a la furia incitada por la invitación de Arato a que los antiguos macedonios ingresaran en el Peloponeso, Acaya se encontró inmersa en disturbios y varias ciudades estaban al borde de sublevarse. Los habitantes esperaban que Cleómenes impusiera cambios constitucionales en sus ciudades, por lo que el espartano, envalentonado, invadió Acaya y capturó las ciudades de Pelene, Feneo y Penteleo. Los aqueos, preocupados por los levantamientos en Corinto y Sición, despacharon a sus mercenarios para que las guarecieran, y luego acudieron a Argos para celebrar los Juegos Nemeos.
Cleómenes calculaba que sería sencillo capturar Argos mientras estaba repleta de espectadores y asistentes al festival que causarían gran pánico dentro la ciudad. Durante la noche, se apoderó de una zona escarpada ubicada por encima del teatro de la ciudad. La población estaba demasiado aterrada para ofrecer resistencia, por lo que aceptó se estableciera una guarnición, entregar veinte prisioneros a Cleómenes y convertirse en aliados de Esparta. La toma de Argos confirió un enorme impulso a la reputación de Cleómenes puesto que ningún rey espartano había conseguido nunca capturarla. Incluso Pirro de Epiro, uno de los generales más famosos de la época, había muerto en el intento.
Poco después de la conquista de Argos, Cleonas y Fliunte se rindieron ante Cleómenes. Mientras tanto, Arato se encontraba en Corinto investigando a los sospechosos de apoyar a Esparta. Cuando supo lo sucedido, Arato supuso que la ciudad caería en manos de los espartanos. Arato convocó una asamblea y, en presencia de todos los ciudadanos, montó sobre su caballo y huyó a Sición. Los corintios, efectivamente, se rindieron a Cleómenes, pero el rey espartano los criticó por no haber capturado a Arato. Cleómenes envió a su padrastro, Megistono, ante Arato para solicitar la entrega de Acrocorinto (la ciudadela de Corinto, que poseía una guarnición aquea) a cambio de una gran suma de dinero.
Hermíone, Trecén y Epidauro se rindieron en rápida sucesión ante Cleómenes, quien fue desde Argos hasta Corinto y comenzó a asediar la ciudadela. El rey de Esparta envió un mensajero a Arato con la propuesta de que el Acrocorinto tuviera una guarnición compuesta tanto por espartanos como por aqueos, y prometiendo la entrega de una pensión de doce talentos. Arato se enfrentó a la dura decisión de entregar la ciudad a Antígono o permitir que cayera ante Cleómenes. Eligiendo establecer una alianza con Antígono, envió a su hijo como prisionero de Macedonia. Cleómenes invadió el territorio de Sición y lo devastó.

## La intervención macedonia
Mientras, Antígono, que había llevado consigo un enorme ejército compuesto por veinte mil soldados de infantería y mil cuatrocientos de caballería, marchaba atravesando Eubea hacia el Peloponeso. La hostil Liga Etolia, que ocupaba Tesalia, había amenazado oponerse a él si se adentraba más al sur de las Termópilas pese a que hasta ese momento había mantenido su neutralidad durante la guerra. Cuando Cleómenes supo del avance de los macedonios por Eubea, abandonó su asedio a Sición y construyó una zanja con empalizada que iba desde el Acrocorinto hasta el istmo. El rey espartano había elegido dicha ubicación para evitar un combate frontal con la falange macedonia.
Aunque realizaron numerosos intentos por atravesar la línea defensiva y llegar a Lequeo, las fuerzas de Antígono fallaron y sufrieron bajas considerables. Estos fracasos causaron tantas pérdidas que Antígono consideró incrementar su ataque sobre la empalizada y trasladar su ejército a Sición. Una mañana Arato recibió la visita de algunos amigos de Argos quienes invitaron a Antígono a su ciudad. Los argivos estaban preparados para sublevarse bajo el mando de Aristóteles, molestos porque Cleómenes no había efectuado ninguna reforma en la ciudad. Antígono envió a 1500 hombres bajo el mando de Arato para que navegaran hacia Epidauro y, desde allí, marcharan a Argos. Al mismo tiempo, el strategos aqueo de ese año, Timóxeno, avanzó con más hombres desde Sición. Cuando llegaron los refuerzos aqueos, toda la ciudad (excepto la ciudadela) estaba en manos de los argivos.

Mapa de la zona cercana a Corinto.

Tras enterarse de la revuelta en Argos, Cleómenes envió a su padrastro junto a dos mil soldados para intentar salvar la situación; pero Megistono murió asaltando la ciudad y el ejército de apoyo se retiró, dejando que los espartanos en la ciudadela siguieran resistiendo. Cleómenes abandonó su posición en el istmo pese ser mucho más ventajosa, por miedo a que lo rodeasen, y dejó que Corinto cayera en manos de Antígono. Cleómenes marchó con sus tropas hacia Argos y se abrió camino dentro de la ciudad, rescatando a sus hombres en la ciudadela. Viendo al ejército de Antígono en una planicie fuera de la ciudad, el rey espartano ordenó la retirada a Mantinea.
Después de retirarse a Arcadia, Cleómenes volvió a Esparta cuando recibió la noticia de que su esposa había muerto. Esto permitió que Antígono avanzara libremente por toda Arcadia y sobre las poblaciones que Cleómenes había fortificado, incluido el Atenaión, que entregó a Megalópolis. A continuación se dirigió a Egio, donde los aqueos estaban reunidos en asamblea. Allí, entregó un informe acerca de sus operaciones y fue nombrado comandante en jefe de todas las fuerzas aliadas.
Antígono aprovechó la oportunidad para revivir la Liga Helénica de Filipo II de Macedonia bajo el nombre de «Liga de Ligas», en la cual participaron la mayoría de las polis de las regiones griegas. Entre estas, se incluían Macedonia, Acaya, Beocia, Tesalia, Fócida, Lócrida, Acarnania, Eubea y Epiro. Peter Green afirma que, para Antígono, la Liga no era más que un medio para incrementar el poder de Macedonia.
A principios de la primavera de 223 a. C., Antígono marchó contra Tegea. Allí, los aqueos se unieron a él y, junto, asediaron la ciudad. Los tegeatas resistieron varios días antes de verse forzados a presentar su rendición debido a la maquinaria de asedio macedonia. Tras la captura de Tegea, Antígono avanzó hacia Laconia, donde descubrió que el ejército de Cleómenes lo estaba esperando. Sin embargo, cuando sus exploradores de avanzada le informaron que la guarnición de Orcómeno estaba marchando para encontrarse con Cleómenes, Antígono levantó el campamento y ordenó una marcha forzada; con ello, logró sorprender a la ciudad y forzarla a rendirse. Antígono procedió a la captura de Mantinea, Herea y Telpusa, lo que limitó a Cleómenes a Laconia. Luego, Antígono regresó a Egio, donde entregó otro informe acerca de sus operaciones antes de enviar a casa a las tropas macedonias para que pasaran allí el invierno.
Sabiendo que el dinero que Cleómenes había obtenido para pagar a sus mercenarios provenía de Ptolomeo, según Peter Green, Antígono habría cedido algunos territorios en Asia Menor al faraón egipcio a cambio de que retirase su apoyo financiero a Esparta. Fuera o no cierta dicha suposición, Ptolomeo efectivamente retiró su apoyo, lo que dejó a Cleómenes sin dinero para pagar a sus mercenarios. Desesperado por su necesidad de dinero, Cleómenes liberó a todos los hilotas que pudieran pagar cinco minas áticas (equivalentes a 500 dracmas); de esta forma, consiguió reunir 500 talentos de plata. Además, proporcionó armas de estilo macedonias a dos mil de los exhilotas para contrarrestar a los «escudos de plata», las tropas macedonias de choque, antes de planear una nueva campaña.
Cleómenes supo que Antígono había licenciado a sus tropas y que solo viajaba con sus mercenarios. En ese momento, Antígono se hallaba en Egio, a una distancia de tres días de marcha desde Megalópolis. La mayoría de los aqueos en edad de empuñar armas había muerto en el monte Liceo y Ladocea. Cleómenes ordenó a su ejército tomar raciones para cinco días y envió a sus tropas hacia Selasia para aparentar que invadían el territorio de Argos. Desde allí, se dirigió a tierras de Megalópolis y, durante la noche, ordenó a uno de sus amigos, Panteo, que capturara la sección más débil de las murallas mientras que Cleómenes y el resto del ejército lo seguían. Panteo consiguió capturar la sección de la muralla después de matar a los centinelas; esto permitió que Cleómenes y los demás espartanos entraran en la ciudad.
Llegado el amanecer, los habitantes de Megalópolis se dieron cuenta de que los espartanos estaban dentro de las murallas. Algunos megalopolitanos huyeron de la ciudad, mientras que otros se quedaron y combatieron a los invasores. El superior número de soldados espartanos obligó a los defensores a retirarse, aunque la resistencia por parte de la retaguardia permitió que la mayor parte de los pobladores pudiese escapar (solo fueron capturadas mil personas). Cleómenes envió un mensaje a Mesene, donde se habían reunido los exiliados, en el cual ofrecía retornarles la ciudad si se aliaban a él. Los ciudadanos de Megalópolis se negaron y, en represalia, los espartanos saquearon la ciudad y la quemaron hasta los cimientos. Nicholas Hammond estimó que Cleómenes logró reunir unos trescientos talentos gracias al pillaje de Megalópolis.

## La batalla de Selasia
La captura de Megalópolis hizo estremecer a la Liga Aquea. Cleómenes se lanzó a devastar el territorio de Argos junto con su ejército, sabiendo que Antígono no opondría resistencia debido a su falta de hombres. El espartano también calculaba que sus acciones provocasen que los argivos perdieran confianza en Antígono por su fracaso en defender sus tierras.
En verano de 222 a. C., Antígono mandó llamar a sus tropas desde Macedonia, y estas llegaron junto con otras unidades aliadas. Según Polibio, el ejército macedonio constaba de: diez mil unidades macedonias de infantería, la mayoría armada como falangitas, tres mil peltastas, mil doscientas unidades de caballería, tres mil mercenarios, ocho mil seiscientos aliados griegos y tres mil soldados aqueos de infantería, lo que totalizaba veintinueve mil doscientos hombres.
Cleómenes había fortificado todos los pasos por los que ingresar a Laconia con barricadas y zanjas, y luego se había partido con su ejército de veinte mil hombres al paso en Selasia. Dominando este paso, se encontraban dos colinas, Evas y Olimpo. Cleómenes hizo que su hermano se posicionara en Evas con las tropas aliadas y los periecos, mientras que él mismo se ubicaba en Olimpo con seis mil hoplitas espartanos y cinco mil mercenarios.
Cuando Antígono llegó a Selasia con su ejército, encontró el paso bien vigilado y decidió no atacar una posición tan fuerte. En su lugar, montó su campamento cerca de Selasia y aguardó durante varios días. En ese tiempo, envió exploradores a reconocer la zona y fingir ataques sobre las tropas de Cleómenes.
Incapaz de obligar a Cleómenes a moverse, Antígono tomó la decisión de arriesgarse con una batalla campal. Posicionó a su infantería macedonia y a los ilirios de frente a Evas, formando una falange articulada. Detrás de ellos, ubicó a los epirotas, acarnanios y dos mil soldados de infantería aqueos a modo de refuerzos. La caballería se colocó justo enfrente de la caballería de Cleómenes, con una tropa compuesta por mil aqueos y megalopolitanos como reserva. Antígono ocupó la posición opuesta a la de Cleómenes junto con el resto de su infantería macedonia y los mercenarios.

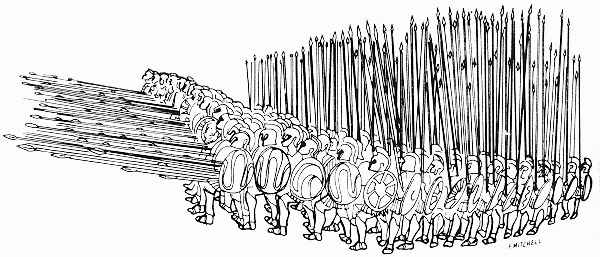
Dibujo de una falange macedonia, similar a la que combatió en la batalla de Selasia (los escudos son más pequeños y ligeros que los de la falange hoplítica tradicional, las sarissas son el doble de largas que las lanzas tradicionales, y los cascos cerrados no eran tan comunes como sugiere el dibujo).

La batalla comenzó cuando los soldados ilirios ubicados en el flanco derecho macedonio atacaron a los espartanos en Evas. La infantería ligera y caballería espartanas, al ver que la infantería aquea no tenía protección por la retaguardia, lanzaron un asalto por detrás del flanco derecho macedonio, amenazando con acabarlos. Sin embargo, en el momento clave, Filopemen de Megalópolis (quien luego se convertiría en uno de los mayores héroes de la Liga Aquea al conquistar finalmente a Esparta) intentó señalar el peligro a los comandantes superiores de caballería; pero cuando estos lo ignoraron, Filopemen reunió a algunos jinetes y cargó contra la caballería espartana. Los espartanos que se encontraban atacando a la retaguardia macedonia abandonaron su combate con el enemigo, lo que provocó que los macedonios cargaran contra las posiciones espartanas. El flanco izquierdo espartano finalmente debió retroceder y abandonar su posición, huyendo del campo de batalla.
Mientras, la falange macedonia del flanco izquierdo trabó combate con la falange espartana y sus mercenarios. En el asalto inicial, la falange macedonia cedió una cantidad importante de terreno antes de que su peso hiciese retroceder a los espartanos. Estos, superados por la numerosa falange macedonia, fueron derrotados, pero Cleómenes consiguió escapar junto a un pequeño grupo de hombres. La batalla tuvo un costo muy elevado para Esparta: de los seis mil espartanos que participaron, solo 200 permanecieron con vida.

## Consecuencias
Luego de su derrota en Selasia, Cleómenes regresó a Esparta por un corto tiempo y urgió a los ciudadanos a aceptar los términos que ofreciera Antígono. Oculto en la noche, huyó de Esparta con algunos amigos y se dirigió a la ciudad portuaria de Gitión, donde abordó un barco a Egipto.
Antígono entró triunfante en Esparta, convirtiéndose en su primer conquistador extranjero. No obstante, su trato con la población fue generoso y humanitario. El rey macedonio ordenó revocar las reformas instauradas por Cleómenes, restauró la presencia de los éforos y no obligó a Esparta a unirse a su Liga, aunque los espartanos se unieron por decisión propia. El historiador Graham Shipley considera que la restauración de las leyes impulsada por Antígono no fue más que una farsa, puesto que éste no reinstauró las dinastías de reyes espartanos. Antígono abandonó Esparta a los tres días y se dirigió de regreso a Macedonia dejando una guarnición en el Acrocorinto y Orcómeno para enfrentarse a una invasión bárbara (los ilirios). Con la derrota de Cleómenes, el poder de Esparta colapsó y cayó en manos de tiranos.
Cuando Cleómenes llegó a Alejandría, Ptolomeo le ofreció la bienvenida con sonrisas y promesas. Al principio, el faraón tomó precauciones contra Cleómenes, pero al poco tiempo llegó a respetarlo y le prometió enviarlo de regreso a Grecia con un ejército y una flota. También prometió suministrar a Cleómenes un ingreso anual de 24 talentos. Sin embargo, antes que pudiese cumplir su promesa, Ptolomeo falleció y junto a él, cualquier esperanza que Cleómenes pudiese albergar respecto a volver a Grecia.
El débil, nuevo faraón egipcio, Ptolomeo IV, comenzó a dejar de frecuentar a Cleómenes. Poco después el ministro egipcio Sosibio ordenó poner a Cleómenes bajo arresto domiciliario, después de que el espartano fuese acusado injustamente de complotar contra el Rey. En 219 a. C., Cleómenes y sus amigos escaparon de su hogar y corrieron por las calles de Alejandría, intentando incitar una sublevación contra Ptolomeo. Al fracasar el plan, Cleómenes y todos sus amigos se suicidaron.